# V354 Большой Медведицы
V354 Большой Медведицы (лат. V354 Ursae Majoris) — двойная затменная переменная звезда типа W Большой Медведицы (EW) в созвездии Большой Медведицы на расстоянии приблизительно 612 световых лет (около 188 парсеков) от Солнца. Видимая звёздная величина звезды — от +11,21m до +10,93m. Орбитальный период — около 0,2938 суток (7,0518 часов).